# Gare de Saint-Victor
Gare de Saint-Victor vasútállomás Franciaországban, Saint-Maclou-de-Folleville településen.

## Vasútvonalak
Az állomást az alábbi vasútvonalak érintik:
- Malaunay-Le Houlme-Dieppe-vasútvonal

## Kapcsolódó állomások
A vasútállomáshoz az alábbi állomások vannak a legközelebb:
- Gare d’Auffay
- Gare de Clères